# 基利森體育會
基利森體育會是一家土耳其職業足球俱樂部，位於吉雷松省首府吉雷松，成立於 1925 年，並在 Yeşiltepespor、Akıngençlikspor 和 Beşiktaşspor 合併後於 1967 年重組。基利森在 1971 年至 1977 年期間參加過土耳其超級聯賽。在 2021 年 5 月 9 日客場以 2-1 擊敗 Tuzlaspor 後，在 44 年後重返頂級聯賽。

## 外部鏈接
- 官方网站 （页面存档备份，存于）
- Giresunspor on TFF.org （页面存档备份，存于）